# 石井好二郎
石井 好二郎（いしい こうじろう）は、日本のスポーツ科学者。博士（学術）（大阪市立大学・1997年）。Ｄマル合教授（2011年文部科学省認定）。同志社大学スポーツ健康科学部教授。生理学・生化学的手法を用いて生体情報を読み取り、スポーツ科学や健康科学への応用を研究している。

## 年譜
- 1986年　大阪体育大学体育学部卒業
- 1987年　大阪体育大学専攻科体育専攻修了
- 1989年　兵庫教育大学大学院学校教育研究科修士課程修了
- 1992年　広島大学総合科学部生体行動科学コース助手
- 1997年　博士（学術）（大阪市立大学）
- 1997年　北海道大学教育学部講師
- 2000年　北海道大学大学院教育学研究科講師
- 2002年　北海道大学大学院教育学研究科助教授
- 2007年　順天堂大学スポーツ健康科学部客員教授（2015年3月まで）
- 2008年　北海道大学大学院医学研究科客員教授（2011年3月まで）
- 2008年　同志社大学スポーツ健康科学部教授
- 2011年　大学設置・学校法人審議会教員組織審査 同志社大学大学院スポーツ健康科学研究科博士後期課程専任教授Ｄマル合資格有りと判定[1]

## 資格
2011年、文部科学省によりＤマル合教授
と認定された。

## 主な役職
- 日本肥満学会  理事
- 日本サルコペニア・フレイル学会  理事
- 日本臨床運動療法学会  理事
- 日本老年医学会  代議員
- 日本坑加齢医学会  評議員
- 日本体力医学会  監事、評議員、近畿地方会幹事
- 日本健康支援学会  理事
- 日本発育発達学会  理事
- 日本肥満症治療学会  評議員
- 日本スポーツ栄養学会  評議員
- 日本未病学会  評議員
- 厚生労働省  「健康づくりのための身体活動基準･指針の改訂に関する検討会」構成員